# Torch River
Der Torch River ist ein etwa 295 km langer linker Nebenfluss des Saskatchewan River in der kanadischen Provinz Saskatchewan. 

## Flusslauf
Der Torch River bildet den Abfluss des 491 m hoch gelegenen Candle Lake in Zentral-Saskatchewan, 75 km nordöstlich der Stadt Prince Albert. Der Torch River fließt in überwiegend östlicher Richtung. Er bildet streckenweise ein stark mäandrierendes Verhalten mit zahlreichen Flussschlingen aus. Auf den unteren 110 km verläuft er nur wenige Kilometer nördlich des Saskatchewan River, der dort zum Tobin Lake aufgestaut wird. 40 km unterhalb des Tobin Lake trifft der Torch River schließlich auf den Saskatchewan River. Größere Nebenflüsse sind White Fox River von rechts sowie Adams Creek von links. Der Saskatchewan Highway 106 (Prince Albert–Flin Flon) kreuzt den Flusslauf etwa 190 km oberhalb der Mündung. Die Landgemeinde (rural municipality) Torch River No. 488 erstreckt sich nördlich des Saskatchewan River und umfasst etwa die Hälfte des Einzugsgebietes des Torch River.

## Hydrologie
Der Torch River entwässert ein Areal von etwa 10.000 km². Der mittlere Abfluss am Pegel Love, 128 km oberhalb der Mündung, beträgt 8,34 m³/s. Die höchsten monatlichen Abflüsse treten gewöhnlich von Mai bis Juli auf.